# Smärting
Smärting (troligen av nederländska smarting) är ett mycket kraftigt tyg i tät tuskaft som ofta tillverkas av tvinnat bomullsgarn eller en polyester-/bomullsblandning. Smärting används bland annat till traditionell segelduk, skor, markiser och väskor.